# Madame Hardy
'Madame Hardy' est un cultivar de rosier obtenu en 1832 par le rosiériste français Jules-Alexandre Hardy (1787-1876), chef-jardinier du jardin du Luxembourg. Dédié à l'épouse de l'obtenteur, ce rosier compte parmi les onze rosiers historiques distingués par la Fédération mondiale des sociétés de roses.

## Description
'Madame Hardy' fait partie des rosiers de Damas historiques parmi les plus célèbres. Il est remarquable par ses belles fleurs blanches de plus de 5 cm de diamètre à l'œil vert  et par son parfum citronné. Ses fleurs en coupe plate sont très doubles et montrent un aspect chiffonné à l'allure romantique et désordonnée. Les pétales sont incurvés au centre et recurvés au bord. Sa floraison très généreuse se produit en grappes en juin-juillet et illumine les jardins. 
Son buisson s'élève à 150 cm pour 150 cm d'envergure et présente un feuillage dense vert clair, très souvent à sept folioles.
Il s'adapte bien à la culture en pot. Au jardin, il exige un sol profond et fertile. Il s'agit d'un rosier fort vigoureux qui ne doit pas être taillé trop court.

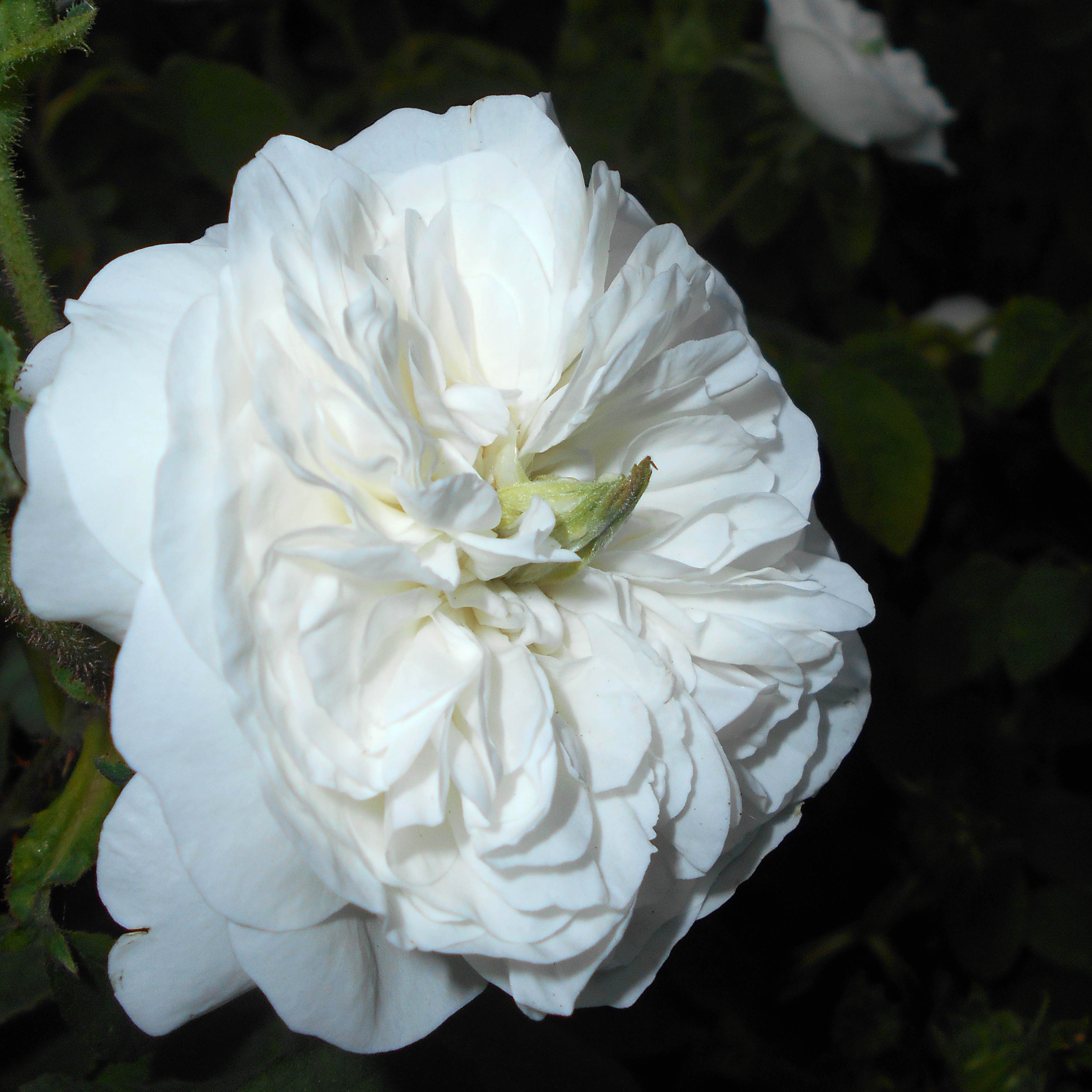
Rose 'Madame Hardy' au jardin botanique de Berlin.
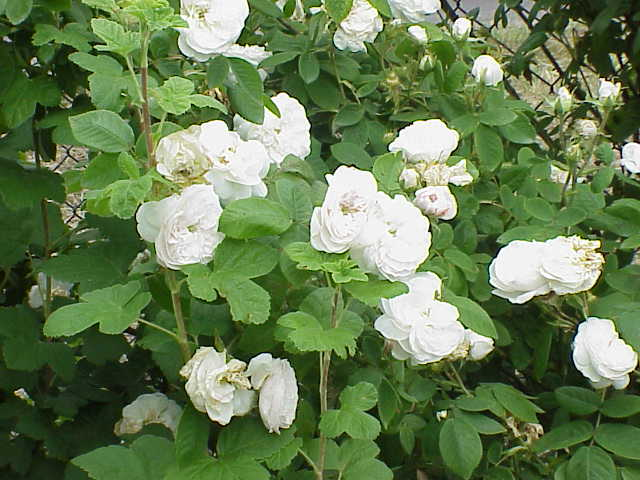
Buisson de roses 'Madame Hardy' en Allemagne.

## Distinctions
- Rose favorite du monde
- Award of Garden Merit de la Royal Horticultural Society, 1993